# Ngatiwhetu
Ngatiwhetu ist eine kleine Māori-Siedlung im Far North District der Region Northland auf der Nordinsel von Neuseeland.

## Geographie
Ngatiwhetu befindet sich rund 3 km westlich von Te Kao auf der Aupōuri Peninsula. Die Siedlung hat direkten Zugang zum östlichen Teil des Wahakari Lake. Der Te Kao Stream, der den Wahakari Lake entwässert, führt durch die Siedlung und mündet rund 5 km nordöstlich bei Tangoake in den Pārengarenga Harbour. Die Westküste mit dem Ninety Mile Beach befindet sich knapp 5 km westlich und die Ostküste rund 8 km östlich. Bis Kaitaia, einem größeren Ort im Südsüdosten, sind es rund 60 km.